# Jónas Hallgrímsson
Jónas Hallgrímsson (født 16. november 1807, død 26. maj 1845) var en islandsk digter og naturforsker.
Hallgrímsson vil altid beholde en plads i Islands litteraturhistorie som en genføder af dets sprog (sammen med andre mænd som Konráð Gíslason og Sveinbjörn Egilsson), af dets digtning og digteriske følelse (sammen med Bjarni Thorarensen).

## Liv og gerning
Hans forældre var kapellan til Bægisá i Øfjord Syssel i det nordlige Island Hallgrímur Thorsteinsson og Rannveig Jónasdatter. Han blev født den 16. november 1807 på gården Steinstaðir i Øxnadal, hvortil forældrene kort i forvejen var flyttede fra deres tidligere bopæl Hraun. Han mistede sin fader ved et ulykkestilfælde, hvorefter en moster af ham tog sig af den da 9-årige Dreng. 16 år gammel kom han i latinskolen på Bessastaðir, hvorfra han dimitteredes 1829. Der efter var han i 3 år ansat på landfogedkontoret i Reykjavik.
Efter at have taget afgangseksamen ved Bessastaðir latinskole kom han til København i 1832, hvor han ville studere jura, men han forlod hurtig dette studium og vendte sig mod naturvidenskaberne og geologien. Gennemtrængt, som han var, af ædel patriotisme og dyb følelse for islandsk natur og sprog, der i skrift ved den tid fremtrådte i en meget forvansket form, begyndte han sammen med nogle landsmænd at udgive tidsskriftet "Fjölnir", der skulle danne en mærkepæl i Islands litteratur i det 19. århundrede. Den første årgang indledtes med hans skønne digt "Island", der i form som indhold var noget ganske nyt.
"Fjölnir"s mål var at vække nationalånden og frem for alt rense sproget og vække følelsen derfor. Begge dele lykkedes til en vis grad, men størst betydning derfor havde dog hans egne følte, formfuldendte digte. Hallgrímsson, der havde en fin æstetisk sans, harmedes over den islandske Rínmr-digtning, der i det hele var smagløs, og han kritiserede den meget skarpt og bidrog til dens ophør.

## Naturforsker
Lige fra ungdommen havde han følt sig tiltrukket af naturvidenskaberne og skal i disse fag have haft ypperlige anlæg, åbent blik for og en fortrinlig opfattelse af de mødende fænomener. Efter som student at have helliget sig til dette studium, særlig med islandske undersøgelser for øje, foretog han først i 1837 en videnskabelig rejse til Island og berejste derpå, efter at den nødvendige offentlige understøttelse var udvirket, 1839-42 Landet, beskæftiget med zoologiske og geologiske undersøgelser, der skulle danne forarbejderne til en naturvidenskabelig beskrivelse af landet. For at bearbejde det indsamlede stof tilbragte han efter sin tilbagekomst et år i Sorø hos sin ven og rejsefælle, daværende lektor Japetus Steenstrup, men flyttede atter til København, hvor han nogle år senere, den 26. maj 1845 afgik ved døden som følge af et benbrud. Beklageligvis havde han også en tilbøjelighed for stærke drikke og led af flere alvorlige sygdomsanfald. Som følge deraf gik det langsomt med Islandsbeskrivelsen, og arbejdet var ved hans død langt fra afsluttet.
Selv om han aldrig fik afsluttet arbejdet med at skrive sit store planlagte værk, en beskrivelse af Island, fik han skrevet og udgivet nogle mindre afhandlinger på dansk, deriblandt en om de islandske vulkaner); af islandske afhandlinger blev kun lidt trykt: en oversigt over de islandske fugle i "Fjölnir", IX.

## Digter
Størst betydning fik Hallgrímsson som digter. Som sådan fremtræder han som besjælet og grebet af sit fædrelands skønhed og storslåede natur; denne aflokkede ham toner, der aldrig før var hørte, og som måtte finde genklang hos enhver. Han er i en eminent forstand en lyrisk digter, navnlig naturens digter. Særlig produktiv var han dog ikke; alle hans digte blev samlede i eet lille bind, Ljódmæli og önnur rit i 1883. Mange af hans digte er varmtfølende, blide og vemodige og vidner om et mindre lyst syn på Livet. Hallgrímsson var tillige en udpræget vittig ironiker, og ret skarpt udtalte han sin kritik og dom, særlig angående de politiske og nationale forhold, ofte med den fineste ironi.
Hans sproglige fremstillingsevne var glimrende. Sproget bøjer sig blødt og harmonisk om hver af hans tanker. I så henseende stod Hallgrímsson over alle andre. Det var denne hans fine sans for sproget, der reformerede den islandske sproglige form i det 19. århundrede i det hele. Han var stærkt påvirket af Schiller og navnlig af Heine; han har mesterlig gengivet nogle af deres digte.

## Prosa
Hallgrímsson skrev en del mindre, novellistiske forsøg i prosa, blandt andet "Grasaferðin", en mesterlig skildring af to søskende, der er til fjelds for at indsamle islandske mos (grös).

## Oversætter
Endelig må nævnes, at han oversatte Ursin’s Astronomi i 1842 til islandsk.